# Challenge d'Asie de hockey sur glace
Le Challenge d'Asie IIHF, ou IIHF Challenge Cup of Asia en anglais, est une compétition internationale de hockey sur glace organisée tous les ans depuis 2008 par la Fédération internationale de hockey sur glace (IIHF). Il oppose des équipes nationales asiatiques ne disputant pas les Championnats du monde ou n'évoluant pas à un niveau supérieur à la Division III, la plus basse du hockey mondial. Depuis 2014, l'événement est divisé en deux tournois distincts avec promotion et relégation entre les deux.
En 2010, l'IIHF met en place un équivalent féminin regroupant des sélections sans distinction de niveau. En 2010 et 2011, elle organise également un Challenge universitaire, celui-ci étant ensuite remplacé par des tournois juniors pour les moins de 20 ans et les moins de 18 ans. 

## Challenge d'Asie masculin
En 2008, la Fédération internationale de hockey sur glace (IIHF) met en place un tournoi pour les équipes nationales de pays asiatiques membres ne disputant pas les Championnats du monde ou n'évoluant pas à un niveau supérieur à la Division III, la plus basse du hockey mondial. Il l'offre ainsi une compétition pour ces sélections et les classent en vue des Jeux asiatiques d'hiver. La première édition est disputée à Hong Kong avec six équipes et est remportée par Taïwan. Cette dernière détient le record de titres avec quatre Challenges remportés, devançant les Émirats arabes unis et Hong Kong vainqueur respectivement deux et une fois. Macao est la seule équipe à avoir participé à chaque édition.
Le nombre de participants varie selon les années entre six, en 2008 et 2011, et dix en 2013. En 2014, l'événement est divisé en deux tournois distincts avec promotion et relégation entre les deux, l'élite comprenant six équipes et la Division I quatre cette année-là. Le format de la compétition évolue également. En 2008 et 2011, les équipes sont rassemblées au sein d'une poule unique dont le classement final détermine le vainqueur. En 2009 et 2010, un premier tour avec deux groupes est suivi d'une phase finale et de matchs de classement. En 2012 et 2013, la formule avec deux groupes est reprise mais ceux-ci sont déterminés en fonctions des résultats des années précédentes avec les équipes du Groupe A automatiquement qualifiées pour la phase finale et reointes par les meilleures du Groupe B. En 2014, l'élite est jouée sous la forme d'une poule unique tandis que la Division I comprend un tour préliminaire suivi d'une phase finale. L'équipe classée dernière de l'élite est reléguée en Division I et est remplacée par le vainqueur de celle-ci.

### Équipes participantes
| Élite                                           | Division I                               |
| ----------------------------------------------- | ---------------------------------------- |
| Mongolie Thaïlande Singapour Koweït Philippines | Malaisie Inde Oman Macao Qatar Indonésie |

Les autres sélections dont la participation aurait été possible en 2018 sont les Émirats arabes unis (Qualification pour la Division III du Championnat du monde), Hong Kong (Division III du Championnat du monde), le Kirghizistan, l'Taïwan (Division III du Championnat du monde) et le Turkménistan (Qualification pour la Division III du Championnat du monde).

### Palmarès
| Année | Vainqueur           | Deuxième            | Troisième   | Ville organisatrice             |
| ----- | ------------------- | ------------------- | ----------- | ------------------------------- |
| 2008  | Taipei chinois      | Malaisie            | Hong Kong   | Hong Kong (Chine)               |
| 2009  | Émirats arabes unis | Thaïlande           | Malaisie    | Abou Dabi (Émirats arabes unis) |
| 2010  | Taipei chinois      | Émirats arabes unis | Thaïlande   | Taipei (Taïwan)                 |
| 2011  | Hong Kong           | Émirats arabes unis | Thaïlande   | Koweït (Koweït)                 |
| 2012  | Émirats arabes unis | Thaïlande           | Malaisie    | Dehradun (Inde)                 |
| 2013  | Taipei chinois      | Hong Kong           | Mongolie    | Bangkok (Thaïlande)             |
| 2014  | Taipei chinois      | Émirats arabes unis | Mongolie    | Abou Dabi (Émirats arabes unis) |
| 2015  | Taipei chinois      | Émirats arabes unis | Mongolie    | Taipei (Taïwan)                 |
| 2016  | Taipei chinois      | Émirats arabes unis | Mongolie    | Abou Dabi (Émirats arabes unis) |
| 2017  | Émirats arabes unis | Mongolie            | Thaïlande   | Bangkok (Thaïlande)             |
| 2018  | Mongolie            | Thaïlande           | Philippines | Manille (Philippines)           |

| Clt. | Pays                | Médaille d'or | Médaille d'argent | Médaille de bronze | Total |
| ---- | ------------------- | ------------- | ----------------- | ------------------ | ----- |
| 1    | Taipei chinois      | 6             | 0                 | 0                  | 6     |
| 2    | Émirats arabes unis | 3             | 5                 | 0                  | 8     |
| 3    | Hong Kong           | 1             | 1                 | 1                  | 3     |
| 4    | Thaïlande           | 0             | 3                 | 3                  | 6     |
| 5    | Mongolie            | 1             | 1                 | 4                  | 6     |
| 6    | Malaisie            | 0             | 1                 | 2                  | 3     |
| 7    | Philippines         | 0             | 0                 | 1                  | 1     |

## Challenge d'Asie féminin
Il oppose des sélections nationales asiatiques, membres de l'IIHF, quelle que soit la division du championnat du monde féminin où elles évoluent. 

### Palmarès
| Année | Vainqueur                   | Deuxième                    | Troisième                   | Ville organisatrice         |
| ----- | --------------------------- | --------------------------- | --------------------------- | --------------------------- |
| 2010  | Chine                       | Japon                       | Corée du Nord               | Shanghai (Chine)            |
| 2011  | Japon                       | Chine                       | Corée du Sud                | Nikko (Japon)               |
| 2012  | Japon                       | Chine                       | Chine 2                     | Qiqihar (Chine)             |
| 2014  | Chine                       | Corée du Nord               | Corée du Sud                | Harbin (Chine)              |
| 2015  | Division élite non disputée | Division élite non disputée | Division élite non disputée | Division élite non disputée |
| 2016  | Division élite non disputée | Division élite non disputée | Division élite non disputée | Division élite non disputée |
| 2017  | Nouvelle-Zélande U18        | Thaïlande                   | Singapour                   | Bangkok (Thaïlande)         |
| 2018  |                             |                             |                             | Kuala Lumpur (Malaisie)     |

| Clt. | Pays                 | Médaille d'or | Médaille d'argent | Médaille de bronze | Total |
| ---- | -------------------- | ------------- | ----------------- | ------------------ | ----- |
| 1    | Chine                | 2             | 2                 | 0                  | 4     |
| 2    | Japon                | 2             | 1                 | 0                  | 3     |
| 3    | Nouvelle-Zélande U18 | 1             |                   | 0                  | 1     |
| 4    | Corée du Nord        | 0             | 1                 | 1                  | 2     |
| 5    | Thaïlande            | 0             | 1                 | 0                  | 1     |
| 6    | Corée du Sud         | 0             | 0                 | 2                  | 2     |
| 7    | Chine 2              | 0             | 0                 | 1                  | 1     |
| 8    | Singapour            | 0             | 0                 | 1                  | 1     |

## Challenges d'Asie juniors

### Moins de 20 ans
| Année | Vainqueur     | Deuxième      | Troisième           | Ville organisatrice        |
| ----- | ------------- | ------------- | ------------------- | -------------------------- |
| 2012  | MHL Red Stars | Japon         | Corée du Sud        | Séoul (Corée du Sud)       |
| 2013  | Japon         | MHL Red Stars | Corée du Sud        | Khabarovsk (Russie)        |
| 2014  | MHL Red Stars | Kazakhstan    | Japon               | Ioujno-Sakhalinsk (Russie) |
| 2018  | Malaisie      | Kirghizistan  | Émirats arabes unis | Kuala Lumpur (Malaisie)    |

### Moins de 18 ans
| Année | Vainqueur | Deuxième            | Troisième | Ville organisatrice             |
| ----- | --------- | ------------------- | --------- | ------------------------------- |
| 2012  | Thaïlande | Émirats arabes unis | Malaisie  | Abou Dabi (Émirats arabes unis) |

## Challenge d'Asie universitaire
| Année | Vainqueur | Deuxième     | Troisième | Ville organisatrice      |
| ----- | --------- | ------------ | --------- | ------------------------ |
| 2010  | Japon     | Corée du Sud | Chine     | Goyang-si (Corée du Sud) |
| 2011  | Japon     | Corée du Sud | Chine     | Changchun (Chine)        |